# تشارلز أ. جوي
تشارلز أ. جوي (بالإنجليزية: Charles A. Joy)‏ هو كيميائي أمريكي، ولد في 8 أكتوبر 1823 في مقاطعة تومبكينز في الولايات المتحدة، وتوفي في 29 مايو 1891 في Stockbridge, Massachusetts ‏ في الولايات المتحدة.